# Kompenzacijsko nihalo
Kompenzacíjsko nihálo je izboljšava ure, ki ga je leta 1726 izdelal angleški urar in izumitelj John Harrison. Bimetalno nihalo sestavljajo izmenično medeninaste in jeklene palice tako, da se različni temperaturni raztezki in skrčki obeh kovin med seboj izničujejo. 
Podobno kompenzacijsko nihalo z živim srebrom je leta 1721 skonstruiral tudi znameniti londonski urar George Graham.
Pri kompenzacijskem nihalu na obešeno jekleno palico, ki se razteza, deluje nasprotno raztezujoča medeninasta palica. Sklopu so dodali prilagodljivo vez z zatičem, s katerim so lahko popravljali minutne spremembe v dolžini.